# Geologie van Colombia

Animatie van de bewegingen van de continenten in de laatste 250 miljoen jaar

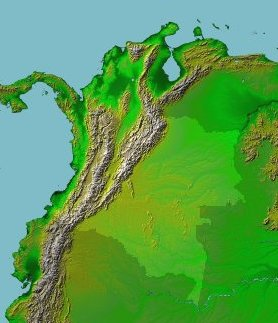
Colombia kent vele hoogteverschillen door actieve geologische processen

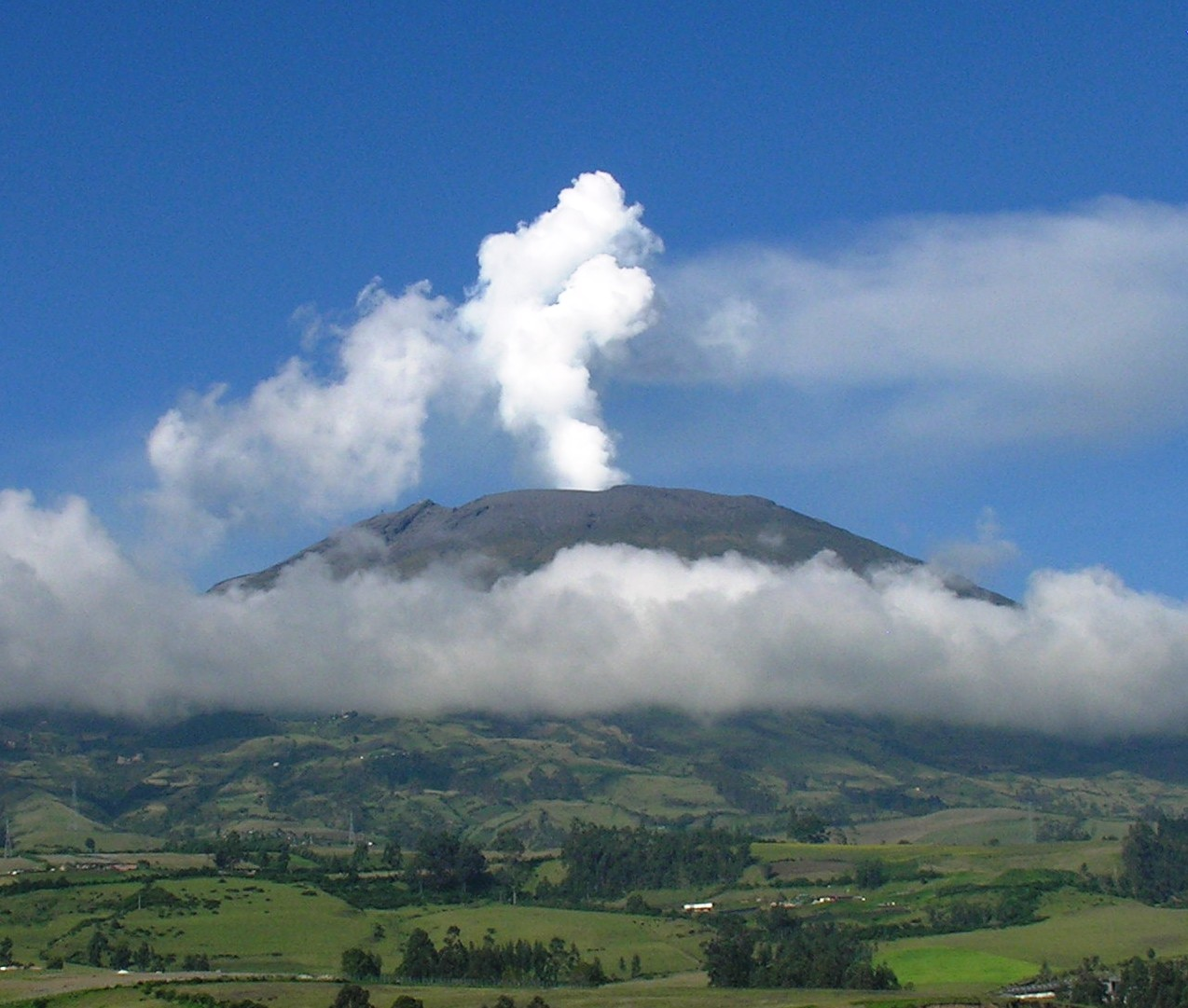
Galeras, een van de Decade Volcanoes

Colombia is een geologisch actief land, dat met name gevormd is door de complexe plaattektonische bewegingen van de Nazca-, Caribische, Cocos- en Zuid-Amerikaanse plaat. Het vasteland van Colombia is gelegen op de Zuid-Amerikaanse plaat, de archipel San Andrés en Providencia op de Caribische plaat en de Pacifische eilanden Malpelo en Gorgona liggen op de Nazcaplaat. De subductie van de Nazcaplaat onder de Zuid-Amerikaanse plaat veroorzaakt vulkanisme in de bergketens Cordillera Occidental en Cordillera Central, beide onderdeel van het Andesgebergte. De plaatbewegingen en het vulkanisme gaan gepaard met aardbevingen. De vulkanen van Colombia maken allemaal deel uit van de Ring van Vuur.
Rechts hiernaast is het opbreken van Pangea te zien; Colombia en Centraal-Amerika scheiden zich bij de opening van de noordelijke Atlantische Oceaan. Bij het openen van de zuidelijke Atlantische Oceaan, beweegt Zuid-Amerika zowel van Afrika als Noord- en Centraal-Amerika af.

## Plaattektonische situatie

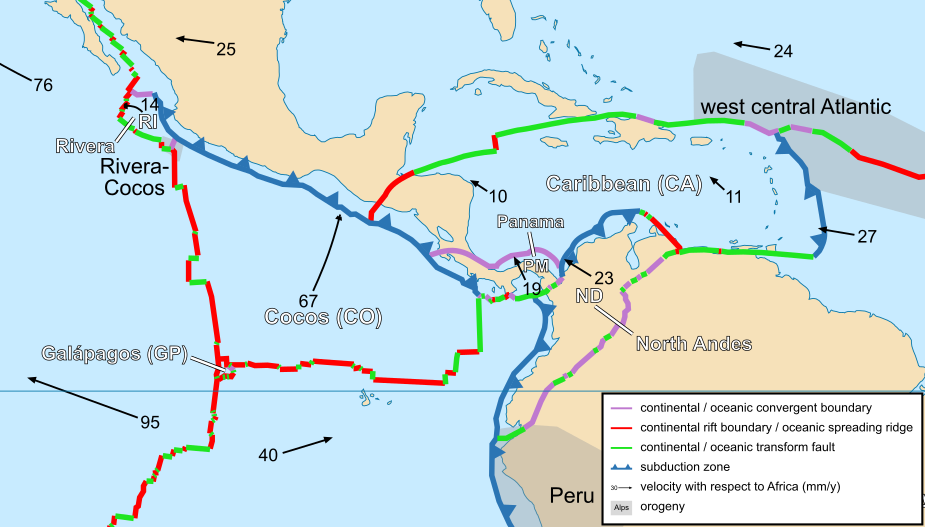
Caribische plaatbewegingen met het Panama-Chocó-blok (aangegeven met Panama) en de Metabreuk (paars) die zuidoost-noordwest door Colombia loopt

Colombia, gelegen op de Zuid-Amerikaanse plaat, wordt omgeven door de Nazca- en Caribische plaat. De vroegste plaatbewegingen vonden plaats in de Jura, bij de opening van de Atlantische Oceaan ten gevolge van het opbreken van Pangea.
De Nazcaplaat beweegt sinds het Paleoceen oostwaarts, een beweging die de Andes en de drie cordillera's van Colombia gevormd heeft. De bewegingen aan de Caribische plaatgrens zijn sinds het late Paleogeen verantwoordelijk voor de vorming van de Sierra Nevada de Santa Marta.
De tektonische bewegingen van het laat-Krijt tot heden leidden tot een opheffing van gemiddeld 2,7-2,8 mm/a, in 3 etappes. Een rustige fase vond plaats van Laat-Krijt tot Vroeg-Eoceen (0,5-3,1 mm/a), gevolgd door een snellere beweging in het midden-late Eoceen (4–18 mm/a) die ongeveer 86% van de huidige breedte van de Cordillera Oriental gevormd heeft. De laatste, langzamere fase (1,2-2,1 mm/a) vond plaats van het Oligoceen tot Holoceen.
De Caribische plaat beweegt tegenwoordig met 20 mm/a oostwaarts en de Nazcaplaat subduceert met 54 mm/a onder Zuid-Amerika. Deze bewegingen hebben geleid tot de vorming van de gebergtes in Colombia; de Cordillera Occidental, Cordillera Central en Cordillera Oriental als gevolg van de Nazcaplaatbewegingen en de Sierra Nevada de Santa Marta ten gevolge van de oblique tektonische opheffing van de Zuid-Caribische boog, waartoe het kustgebergte behoort. Ten westen van de Cordillera Occidental bevindt zich het Panama-Chocó-blok, een geologisch massief, dat behoort tot de Caribische plaat en noordwaarts beweegt door de subductie van de Cocosplaat onder de Caribische plaat.
Het was de aaneensluiting van het Panama-Chocó-blok aan het Zuid-Amerikaanse continent, ongeveer 3 miljoen jaar (Ma) geleden, dat de Great American Biotic Interchange, de migratie van Noord-Amerikaanse diersoorten naar Zuid-Amerika en vice versa mogelijk maakte. Dit maakte een einde aan een groot deel van de unieke fauna van het continent.
De in verschillende richtingen werkende tektonische krachten op Colombia hebben de Metabreuk gevormd. Deze oude riftbreuk werd gereactiveerd bij de vorming van de cordillera's tot een oblique zijschuivingsbreuk.

## Paleogeografische ontwikkeling van het Zuid-Amerikaanse continent
Bij het opbreken van Pangea, vanuit de Kaap-Verdische hotspot, raakt het noorden van Zuid-Amerika, onderdeel van het paleocontinent Gondwana eerst (rond 170 Ma) los van post-Laurentia (het huidige Noord-Amerikaanse continent) en later (ongeveer 110 Ma), bij de opening van de zuidelijke Atlantische Oceaan van Afrika. De complexe plaatbewegingen van de Caribische en de proto-Noord-Amerikaanse plaat domineren de geologische ontwikkeling van Colombia. De sluiting van de landengte van Panama, ongeveer 3-3,5 miljoen jaar geleden, zorgde voor hereniging met een ander continent na 107 miljoen jaar isolatie van Noord-Amerika. Antarctica was ongeveer 70 Ma geleden losgeraakt.

## Paleogeografie van Colombia

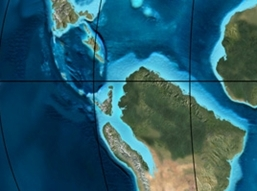
90 Ma

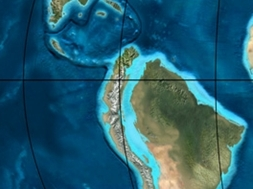
65 Ma

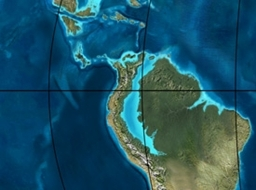
50 Ma

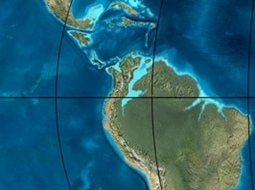
35 Ma

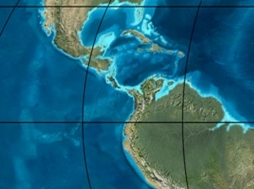
20 Ma

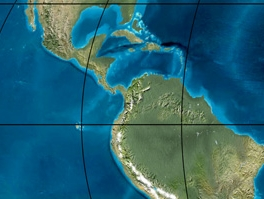
~ 2 Ma

Paleogeografische ontwikkeling van noordelijk Zuid-Amerika: Tithonien (200 Ma) tot Albien (105 Ma).

Paleogeografische ontwikkeling van noordelijk Zuid-Amerika
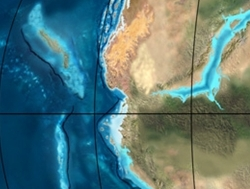
200 Ma
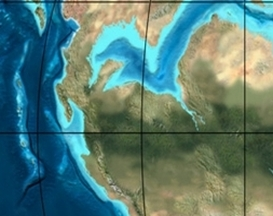
170 Ma
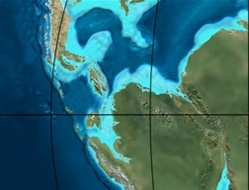
150 Ma
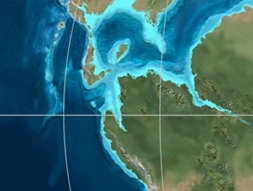
120 Ma
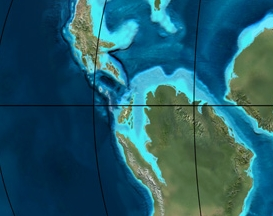
105 Ma

### Krijt

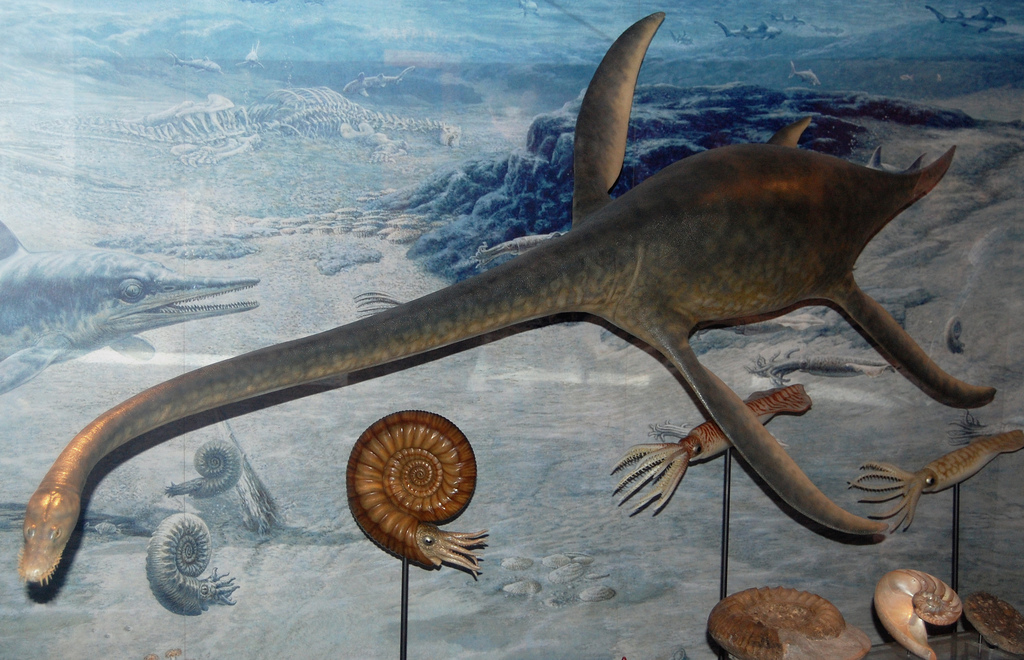
Voorstelling van het paleomilieu ten tijde van afzetting van de Paja-formatie (~ 125 Ma)

Tijdens de fase van extensie bevonden zich in noordwestelijk Zuid-Amerika uitgestrekte ondiepe zeeën. Het warme klimaat van het Krijt en Paleoceen-Eoceen zorgde voor de vorming van brongesteentes voor de latere rijke aardolievoorkomens in Venezuela en Colombia, Tijdens het Valanginien, het Aptien en het Cenomanien-Turonien werden respectievelijk de geologische formaties Macanal, Fómeque en Paja en de olieproducerende Cenomanien-Turonien-formaties La Luna (het belangrijkste voor de olievelden rond het Meer van Maracaibo), Gachetá en Chipaque afgezet.
In de tropische ondiepe zeeën van het Krijt leefden verschillende soorten zeereptielen. Van het Barremien tot Laat-Aptien (~ 130 - 113 Ma) kwamen de pliosauriër Kronosaurus boyacensis en de ichtyosauriër Platypterygius sachicarum in de omgeving van het huidige Villa de Leyva, Boyacá voor. De plesiosauriërs waren succesvol in de langgerekte zee-arm van La Guajira tot in Bolivia; in het Vroeg-Aptien (~ 125 - 122 Ma) leefde Callawayasaurus columbiensis in het gebied. Van het Laat-Turonien (~ 90 Ma) weten we dat de mosasaurus Yaguarasaurus columbianus in de zeeën van het huidige Huila voorkwam.

### Paleogeen

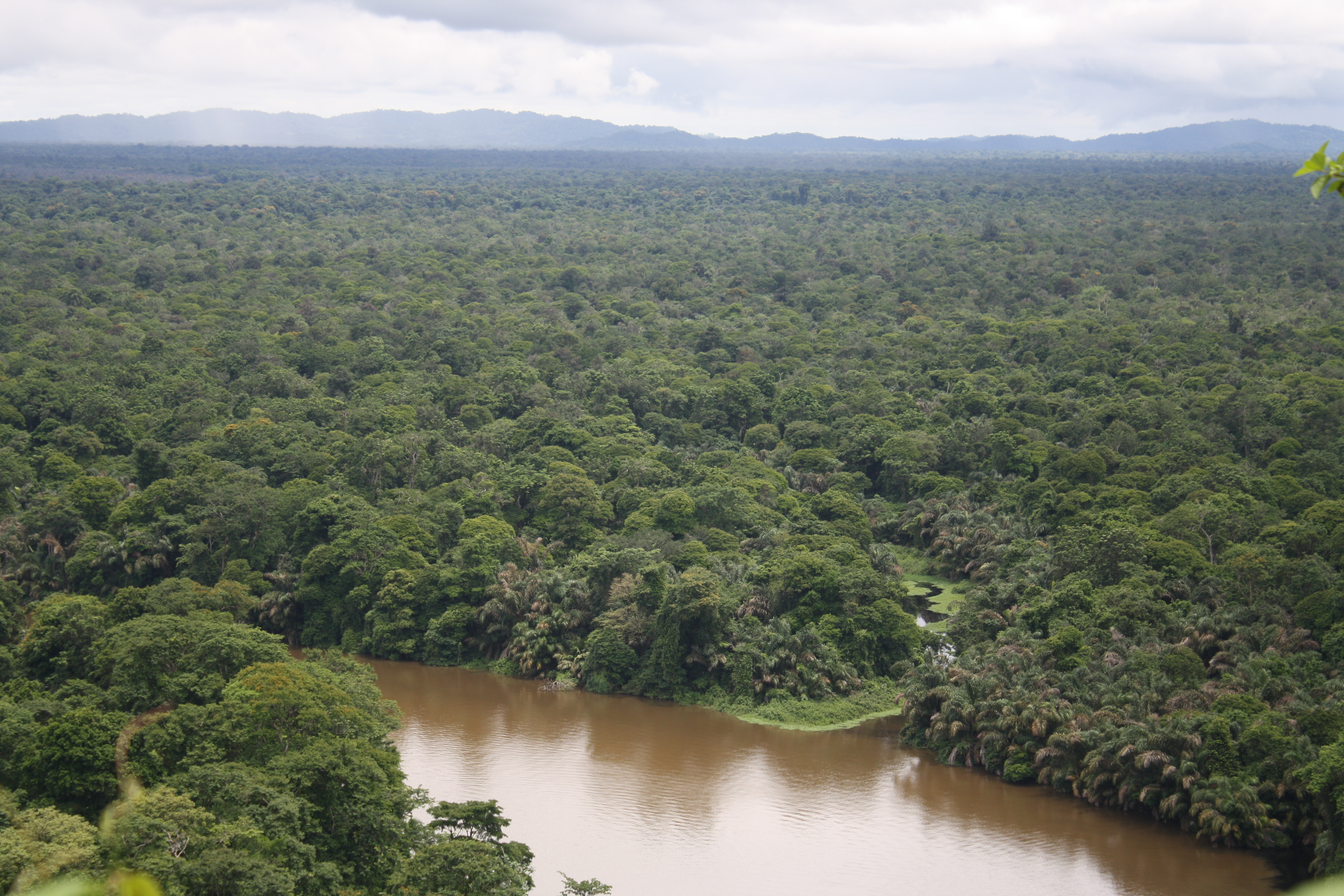
Voorstelling van het paleomilieu ten tijde van afzetting van de Cerrejón-formatie (~ 60 - 58 Ma)

In het vroege Paleogeen begon de eerste fase van orogenese in het westen van Colombia. De subductie van de Nazca-plaat onder Zuid-Amerika zorgde voor opheffing en plooiing van de vroege Cordillera Occidental en Cordillera Central. De zeearm van het huidige Meer van Maracaibo door Centraal-Colombia, Oost-Ecuador, Oost-Peru tot zelfs in Bolivia bleef gedurende het vroege Paleogeen bestaan maar retrogradeerde naar het noorden.
In de beschermde vallei, vlak bij het huidige Valledupar, tussen de vroege Cordillera Oriental en de Sierra Nevada de Santa Marta ontwikkelde zich in het Paleoceen het eerste neotropische oerwoud. Gedurende ongeveer 2 miljoen jaar (van 60 tot 58 Ma) bestond een rivieren- en deltagebied met een rijke fauna. De meer dan 1100 kilo wegende Titanoboa joeg er op de krokodilachtigen Cerrejonisuchus improcerus en Acherontisuchus guajiraensis. Ook kwam Carbonemys cofrinii, een Paleocene schildpad in dit zeer hete (30−34° Celsius) en vochtige (~4000 mm regen per jaar) moerasgebied voor. De Cerrejón-formatie die in dit gebied in cycli werd afgezet is  een 150-170 m dikke steenkoollaag geworden.
Het klimaat, met een CO2-gehalte van 2000 ppm was een extreme voorbode voor het Paleocene-Eocene Thermal Maximum.
De terugtrekkende beweging van de zee-arm met de proto-Atlantische Oceaan domineerde de afzetting van gesteenten in de bekkens Catatumbo, Llanos en Putumayo. De landschapsvorming in het zuiden en midden van Colombia werd gedomineerd door tektonische beweging ten gevolge van de subductie van de Nazca-plaat onder de Zuid-Amerikaanse. De vorming van de eerste twee cordillera's Occidental en Central was in het vroege Paleogeen begonnen. De Cordillera Oriental begon rond 20 Ma met de orogenese. De afbraakproducten van de zich vormende bergketen vormden de sedimenten van het achterland; de bekkens Llanos, Putumayo en de bovenste, middelste en onderste afwateringsbekkens van de Magdalena.

### Neogeen

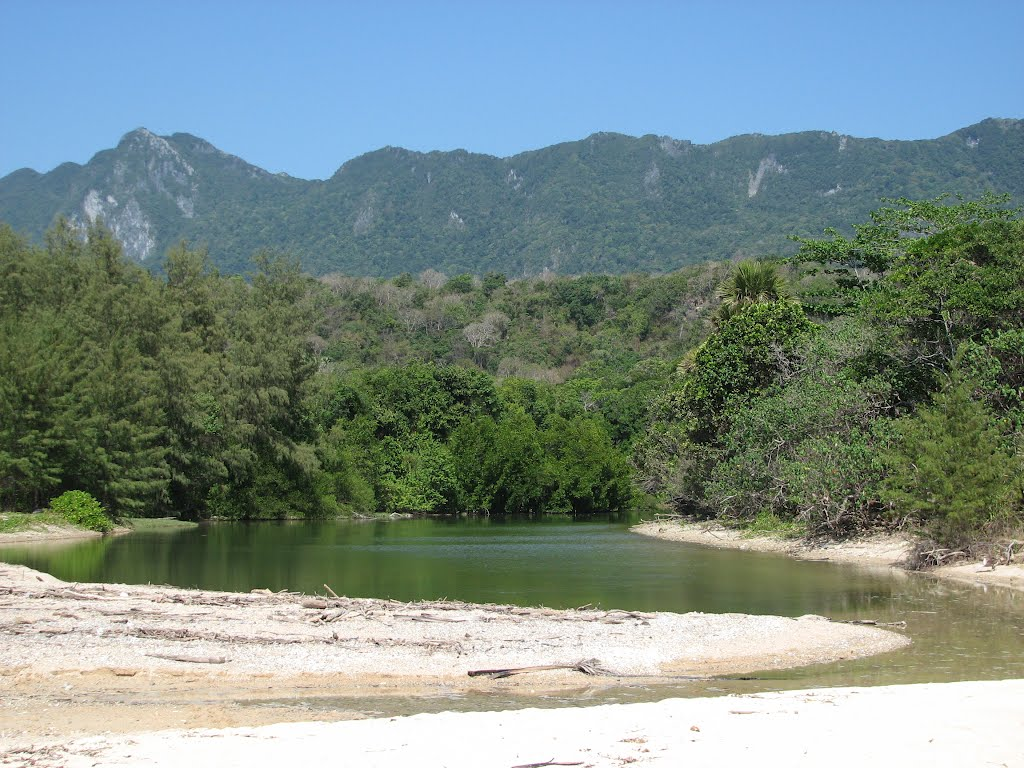
Voorstelling van het paleomilieu ten tijde van afzetting van de Villavieja-formatie (~ 13,8 - 11,8 Ma)

Reconstructie van de fauna en flora van het Midden-Mioceen werd mogelijk door de ontdekking van de rijke fossielenvindplaats La Venta, waar fossielen uit het Langhien tot Serravallien zijn gevonden. Deze periode wordt in de South American land mammal ages benoemd als Laventien (13,8 - 11,8 Ma), naar de vindplaats La Venta. De formatie, Villavieja bevatte een uiteenlopende reeks fossielen die duidden op een rijke fauna. Huilatherium, genoemd naar het departement waar Villavieja ligt, graasde hier te midden van krokodilachtigen als Purussaurus en Gryposuchus. Het gebied, nu gelegen in de Tatacoawoestijn op bijna duizend meter hoogte in de Cordillera Central, was vermoedelijk een intermontaan rivierengebied, zoals dat zich in de huidige benedenloop van de Magdalena bevindt. In dit tropische gebied leefden reuzenluiaards als Huilabradys, ook genoemd naar het departement Huila.

#### Neogeen vulkanisme
In het late Neogeen begonnen in het zuidwesten van Colombia vulkanen te ontstaan. Deze vulkanen van andesitische samenstelling werden gevormd ten gevolge van de doorgaande subductie van de Nazcaplaat. Ook in het Holoceen zijn de vulkanen nog actief.

## Bijzondere geologische fenomenen

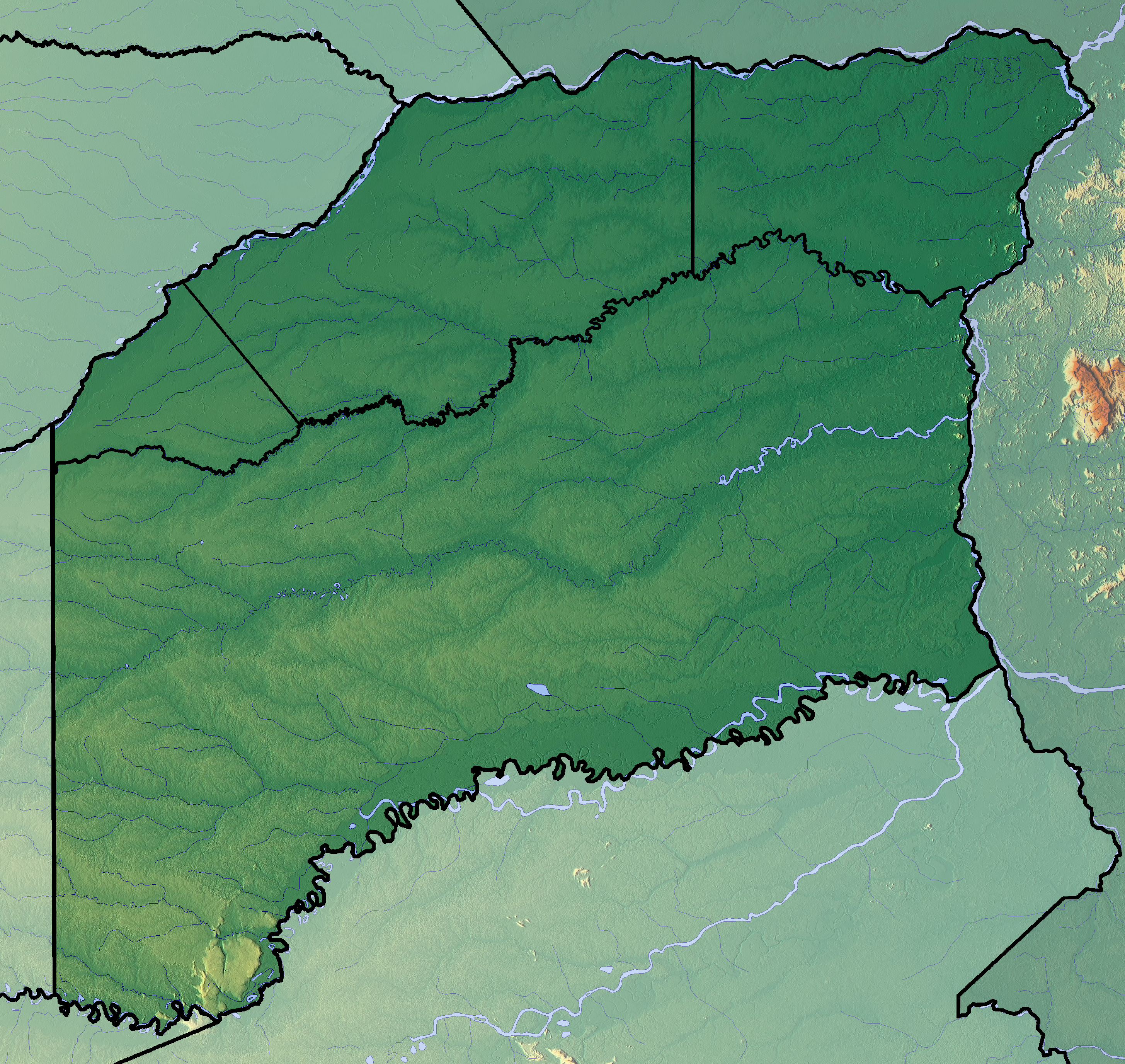
Vichadastructuur goed zichtbaar op de topografische kaart van Vichada

- De Sierra Nevada de Santa Marta is het hoogste kustgebergte ter wereld; de top van de dubbelpiek Pico Cristóbal Colón en Pico Simón Bolívar (5780 meter) ligt slechts 42 kilometer van de zee. Het zijn hiermee de bergen met de op vier na grootste prominentie in de wereld.
- In het oostelijke departement Vichada ligt de Vichadastructuur, een mogelijke inslagkrater.
- Aan de Caraïbische kust bevindt zich een aantal moddervulkanen, waarvan El Totumo de bekendste is.
- Door zouttektoniek zijn enkele zoutdiapieren en -grotten ontstaan, waarvan de Zoutkathedraal van Zipaquirá en de zoutmijn Nemocón in Nemocón de bekendste zijn.
- In de gemeente Venecia bevindt zich een van de hoogste natuurlijke piramides ter wereld.

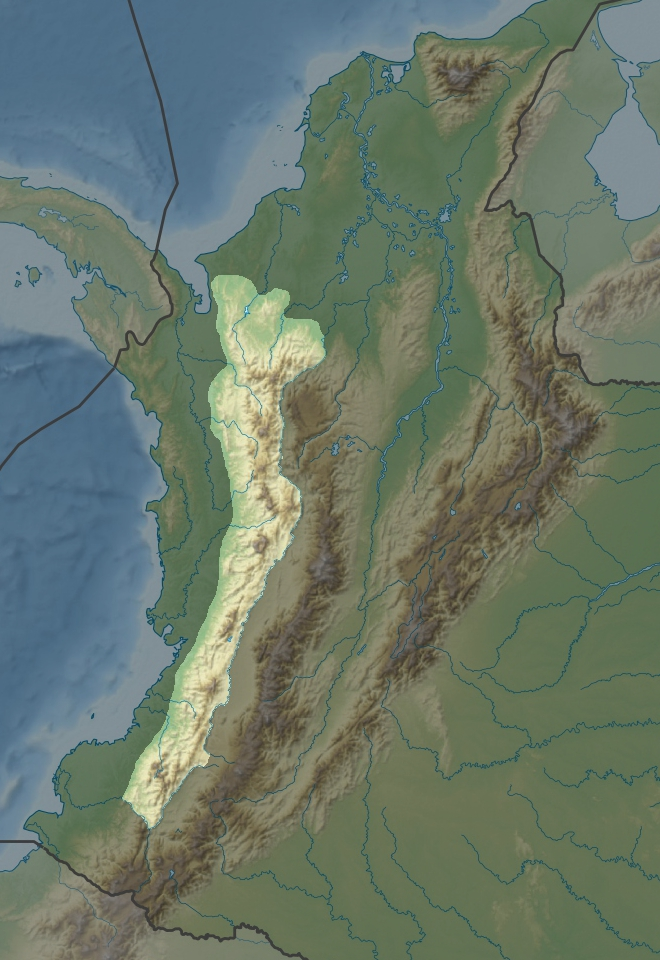
Occidental

vulkanen in Colombia

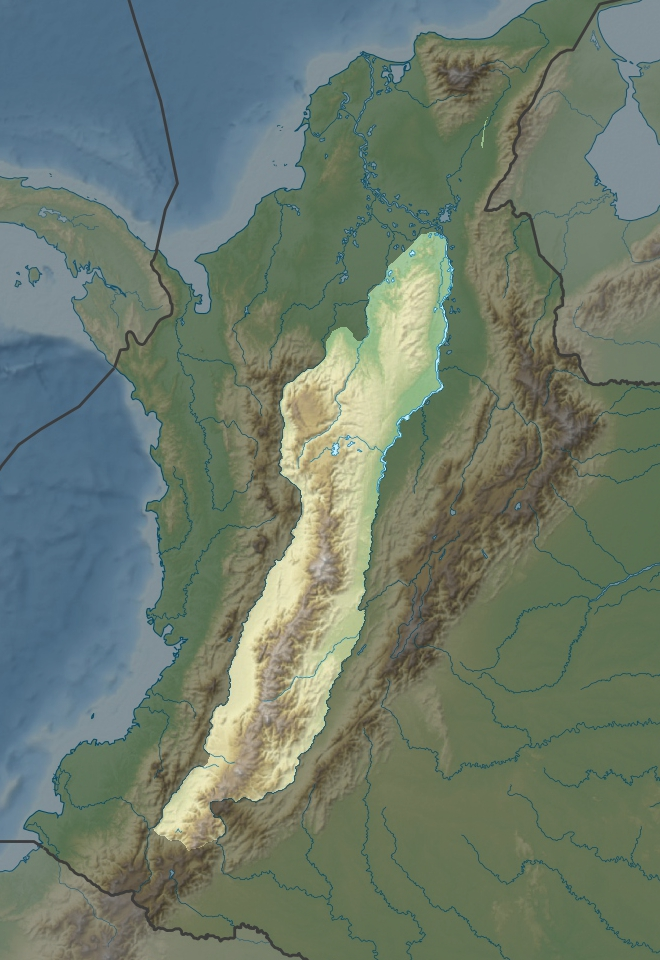
Central

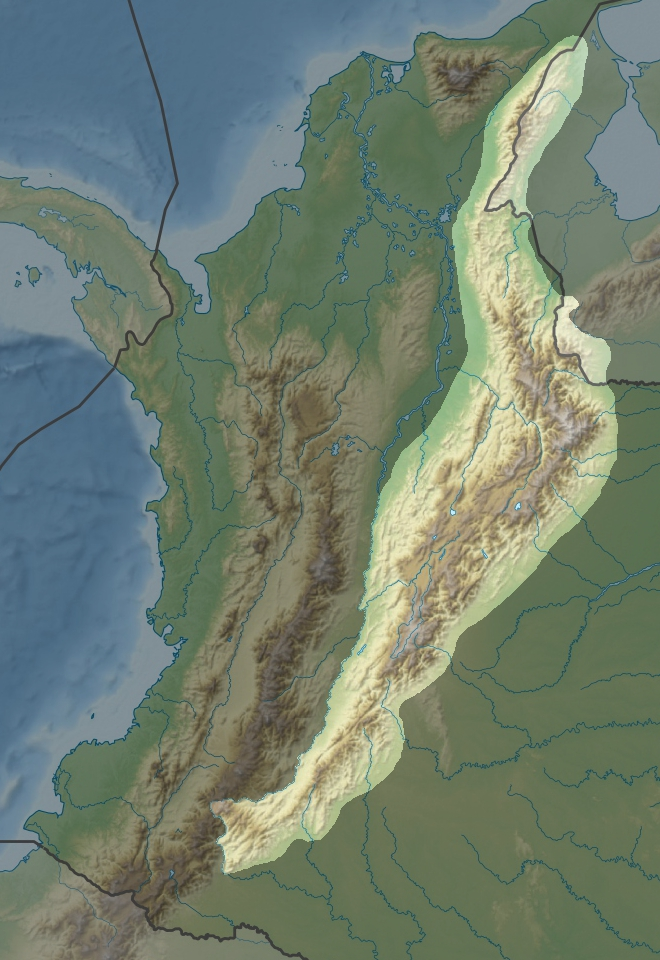
Oriental

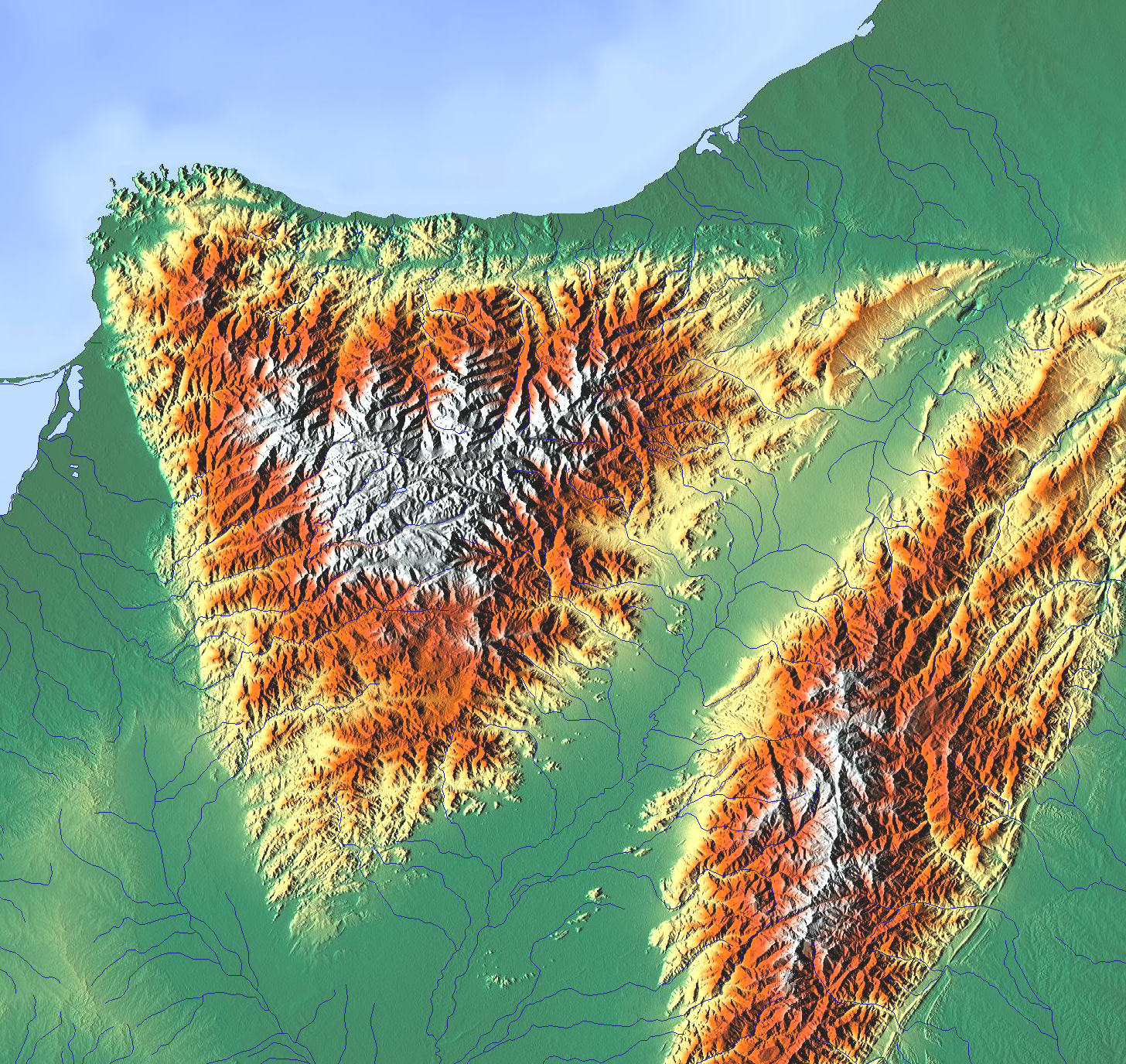
Sierra Nevada

## Gebergten en bergen
Colombia kent vier grote hooggebergten en een aantal kleinere middel- en laaggebergten, met de belangrijkste stratovulkanen:

### Cordillera Occidental
- Azufral
- Nudo de los Pastos
  - Cerro Negro de Mayasquer
  - Chiles
- Farallones de Cali
- Páramo de Frontino
- Nudo de Paramillo
- Alto Musinga

### Cordillera Central
- Cerro Bravo
- Cerro Machín
- Galeras
- Nevado el Cisne
- Nevado del Ruiz
- Nevado del Huila
- Nevado de Santa Isabel
- Nevado del Tolima
- Doña Juana
- Macizo Colombiano
- Patascoy
  - Puracé
- Serranía de San Lucas

### Cordillera Oriental
- Sierra Nevada del Cocuy
  - Ritacuba Blanco
  - Nevado Pan de Azúcar
- Páramo de Sumapaz
- Páramo de Chingaza
- Páramo de Pisba
- Páramo de Choachí
- Páramo de Cruz Verde
- Macizo Colombiano
- Altiplano Cundiboyacense
- Sabana de Bogotá
- Serranía del Perijá
- Serranía de los Yariguíes

### Sierra Nevada de Santa Marta
- Pico Cristóbal Colón
- Pico Simón Bolívar

### Guyanaschild
- Cerros de Mavecure
- Sierra de Chiribiquete
- Sierra de la Macarena
- Sierra de Naquén

### Panama-Chocó-blok
- Serranía del Baudó
- Serranía del Darién
  - Alto de Nique

## Sedimentaire bekkens
Geologisch is Colombia onderverdeeld in sedimentaire bekkens.
Olie-exploratie vindt plaats in VSM, VMM, VIM, Putumayo-Caguán-bekken, Cesar-Ranchería-bekken, Catatumbo-bekken, La Guajira Marino-bekken en Llanos-bekken.
Steenkoolproductie vindt plaats in het La Guajira-bekken (El Cerrejón).
| Systeem                                                                                   | Serie     | Etage         | Ouderdom (Ma) |
| ----------------------------------------------------------------------------------------- | --------- | ------------- | ------------- |
| Paleogeen                                                                                 | Paleoceen | Danien        | jonger        |
| Krijt                                                                                     | Boven     | Maastrichtien | 66,0–72,1     |
| Krijt                                                                                     | Boven     | Campanien     | 72,1–83,6     |
| Krijt                                                                                     | Boven     | Santonien     | 83,6–86,3     |
| Krijt                                                                                     | Boven     | Coniacien     | 86,3–89,8     |
| Krijt                                                                                     | Boven     | Turonien      | 89,8–93,9     |
| Krijt                                                                                     | Boven     | Cenomanien    | 93,9–100,5    |
| Krijt                                                                                     | Onder     | Albien        | 100,5–113,0   |
| Krijt                                                                                     | Onder     | Aptien        | 113,0–125,0   |
| Krijt                                                                                     | Onder     | Barremien     | 125,0–129,4   |
| Krijt                                                                                     | Onder     | Hauterivien   | 129,4–132,9   |
| Krijt                                                                                     | Onder     | Valanginien   | 132,9–139,8   |
| Krijt                                                                                     | Onder     | Berriasien    | 139,8–145,0   |
| Jura                                                                                      | Malm      | Tithonien     | ouder         |
| Indeling van het Krijt volgens de ICS. Cursieve ouderdommen hebben een grote onzekerheid. |           |               |               |

| Systeem Periode                            | Serie Tijdvak | Etage Tijdsnede | Ouderdom (Ma) |
| ------------------------------------------ | ------------- | --------------- | ------------- |
| Neogeen                                    | Mioceen       | Aquitanien      | jonger        |
| Paleogeen                                  | Oligoceen     | Chattien        | 23,03–28,1    |
| Paleogeen                                  | Oligoceen     | Rupelien        | 28,1–33,9     |
| Paleogeen                                  | Eoceen        | Priabonien      | 33,9–38,0     |
| Paleogeen                                  | Eoceen        | Bartonien       | 38,0–41,3     |
| Paleogeen                                  | Eoceen        | Lutetien        | 41,3–47,8     |
| Paleogeen                                  | Eoceen        | Ypresien        | 47,8–56,0     |
| Paleogeen                                  | Paleoceen     | Thanetien       | 56,0–59,2     |
| Paleogeen                                  | Paleoceen     | Selandien       | 59,2–61,6     |
| Paleogeen                                  | Paleoceen     | Danien          | 61,6–66,0     |
| Krijt                                      | Boven         | Maastrichtien   | ouder         |
| Indeling van het Paleogeen volgens de ICS. |               |                 |               |

| Systeem Periode                          | Serie Tijdvak | Etage Tijdsnede | Ouderdom (Ma) |
| ---------------------------------------- | ------------- | --------------- | ------------- |
| Kwartair                                 | Pleistoceen   | Gelasien        | jonger        |
| Neogeen                                  | Plioceen      | Piacenzien      | 2,58–3,600    |
| Neogeen                                  | Plioceen      | Zanclien        | 3,600–5,333   |
| Neogeen                                  | Mioceen       | Messinien       | 5,333–7,246   |
| Neogeen                                  | Mioceen       | Tortonien       | 7,246–11,62   |
| Neogeen                                  | Mioceen       | Serravallien    | 11,62–13,82   |
| Neogeen                                  | Mioceen       | Langhien        | 13,82–15,97   |
| Neogeen                                  | Mioceen       | Burdigalien     | 15,97–20,44   |
| Neogeen                                  | Mioceen       | Aquitanien      | 20,44–23,03   |
| Paleogeen                                | Oligoceen     | Chattien        | ouder         |
| Indeling van het Neogeen volgens de ICS. |               |                 |               |

## Lithostratigrafie
In Colombia is een aantal geologische formaties gedefinieerd, sommigen genoemd naar hun typelocatie. Een selectie van geologische formaties van Colombia:
- Villavieja-formatie - Mioceen - Villavieja
- Los Cuervos-formatie - Paleoceen
- Cerrejón-formatie - Paleoceen - El Cerrejón
- Guaduas-formatie - Maastrichtien - Guaduas
- Une-formatie - Cenomanien - Une
- La Luna-formatie - Turonien-Cenomanien
- Chipaque-formatie - Turonien - Chipaque
- Gachetá-formatie - Turonien - Gachetá
- Simití-formatie - Albien - Simití
- Fómeque-formatie - Aptien - Fómeque
- Paja-formatie - Aptien
- Macanal-formatie - Barremien - Macanal
- Quétame-formatie - Paleozoïcum - Quétame

## Paleontologie
In Colombia zijn verscheidene fossiele diersoorten gevonden, hieronder volgt een selectie. De Lagerstätte La Venta is de rijkste fossielenvindplaats van het vergeleken met Argentinië en Brazilië relatief fossielarme Colombia. In september 2008 werden er fossielen van Granastrotherium snorki gevonden.
| Cuvieronius    | Titanoboa    |
| Eremotherium   | Gryposuchus  |
| Glyptodontidae | Kronosaurus  |
| Reuzenwolf     | Huilatherium |
| Mourasuchus    | Lycopsis     |

### Vroeg-Aptien
- Callawayasaurus columbiensis[11]

### Paja-formatie
- Villa de Leyva - Barremien-Laat-Aptien:
  - Kronosaurus boyacensis[12]
  - Platypterygius sachicarum[13]

### Villeta-formatie
- Yaguará - Huila - Laat-Turonien:
  - Yaguarasaurus columbianus[14]

### Cerrejón-formatie
- Barrancas - La Guajira - Selandien-Thanetien:
  - Acherontisuchus guajiraensis[15]
  - Carbonemys cofrinii[16]
  - Cerrejonisuchus improcerus[17]
  - Titanoboa cerrejonensis[18]

### Bogotá-formatie
- Bogota - Thanetien-Ypresien:
  - Etayoa bacatensis

### Gualanday-formatie
- Tolima - Eoceen:
  - Colombitherium

### Chaparral
- Tolima - Rupelien:
  - Lophiodolodus chaparralensis[19]

### La Venta

#### Tuné-formatie
- Chaparral - Tolima - Vroeg-Mioceen
  - Xenastrapotherium chaparralensis[20]

#### Villavieja-formatie
Mioceen
- Anadasypus hondanus[21]
- Boreostemma
- Brievabradys
- Charactosuchus
- Chelus colombiana
- Colombophis
- Eunectes stirtoni
- Gryposuchus colombianus[22]
- Hoazinoides
- Huilatherium pluriplicatum[23]
- Langstonia huilensis[24]
- Mourasuchus atopus[25]
- Purussaurus neivensis[26]
- Xenastrapotherium kraglievichi[27]

#### Hondagroep
Langhien
- Aotus dindensis
- Granastrapotherium
- Huilabradys magdaleniensis[28]
- Paradracaena

#### Burdigalien-Langhien

##### La Victoria-formatie
- Cebupithecia sarmientoi
- Lycopsis longirostrus
- Micoureus laventicus
- Nanoastegotherium
- Potamosiren magdalenensis[29]
- Pseudoprepotherium confusum[30]
- Villarroelia totoyoi[31]

##### Baraya-lid
- Glossophaginae
- Hondadelphys fieldsi[32]
- Neoreomys huilensis[33]
- Notonycteris magdalenensis[34]
- Palynephyllum antimaster[35]
- Thylamys colombianus[36]

##### Cerro Colorado-lid
- Hondathentes cazador
- Neosaimiri annectens

#### Perico-lid
- La Dorado-formatie - Mioceen:
  - Prothoatherium columbianus[37]

### Solimões-formatie
- Amazonas - Mioceen:
  - Acrecebus

### Sincelejo-Tolú
- Sucre - Tortonien-Plioceen:
  - Gyriabrus royoi[38]

### Tuquerres-Tangua
- Nariño - Plioceen-Holoceen:
  - Selenogonus nariñoensis[39]

### Yumbo
- Valle del Cauca - Pleistoceen - ~4050 v. Chr.:
  - Cuvieronius tropicus[40]

### Onbekend[41]
- Caiman lutescens
- Eremotherium
- Glyptodontidae

## Seismische activiteit

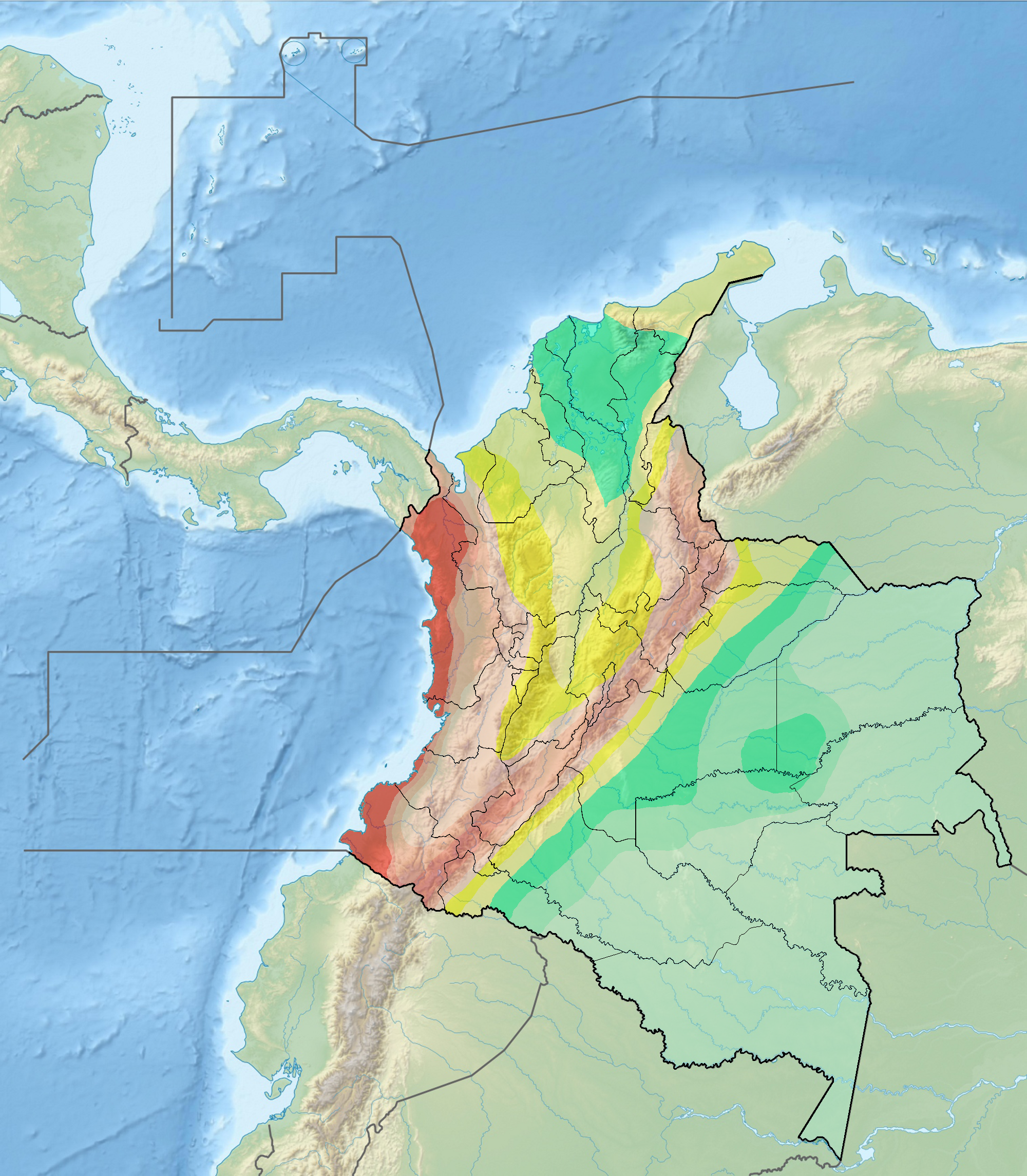
Kaart met seismische activiteit (rood=sterk, geel=matig, groen=geen) van Colombia

De seismische activiteit is niet hetzelfde in heel Colombia. Zoals op de afbeelding getoond, is de activiteit het hoogst in de Cordillera Occidental en de Cordillera Oriental.
In de afgelopen 200 jaar hebben zich 20 grote (> 5,5 op de schaal van Richter) aardbevingen in Colombia voorgedaan. In totaal vielen er minder dan 8000 dodelijke slachtoffers.

### Historische aardbevingen
Ongeveer 2000 van deze slachtoffers vielen bij de aardbeving in Cúcuta in 1875.

### Recente activiteit
De meest recente aardbeving was op 7 februari 2014 met als epicentrum Aratoca, Santander in de Cordillera Oriental. De beving waarvan het hypocentrum op een diepte van 158,6 km lag, had een sterkte van 5,5 op de schaal van Richter en was tot in de hoofdstad Bogotá voelbaar.

## Historische afbeeldingen (1890)

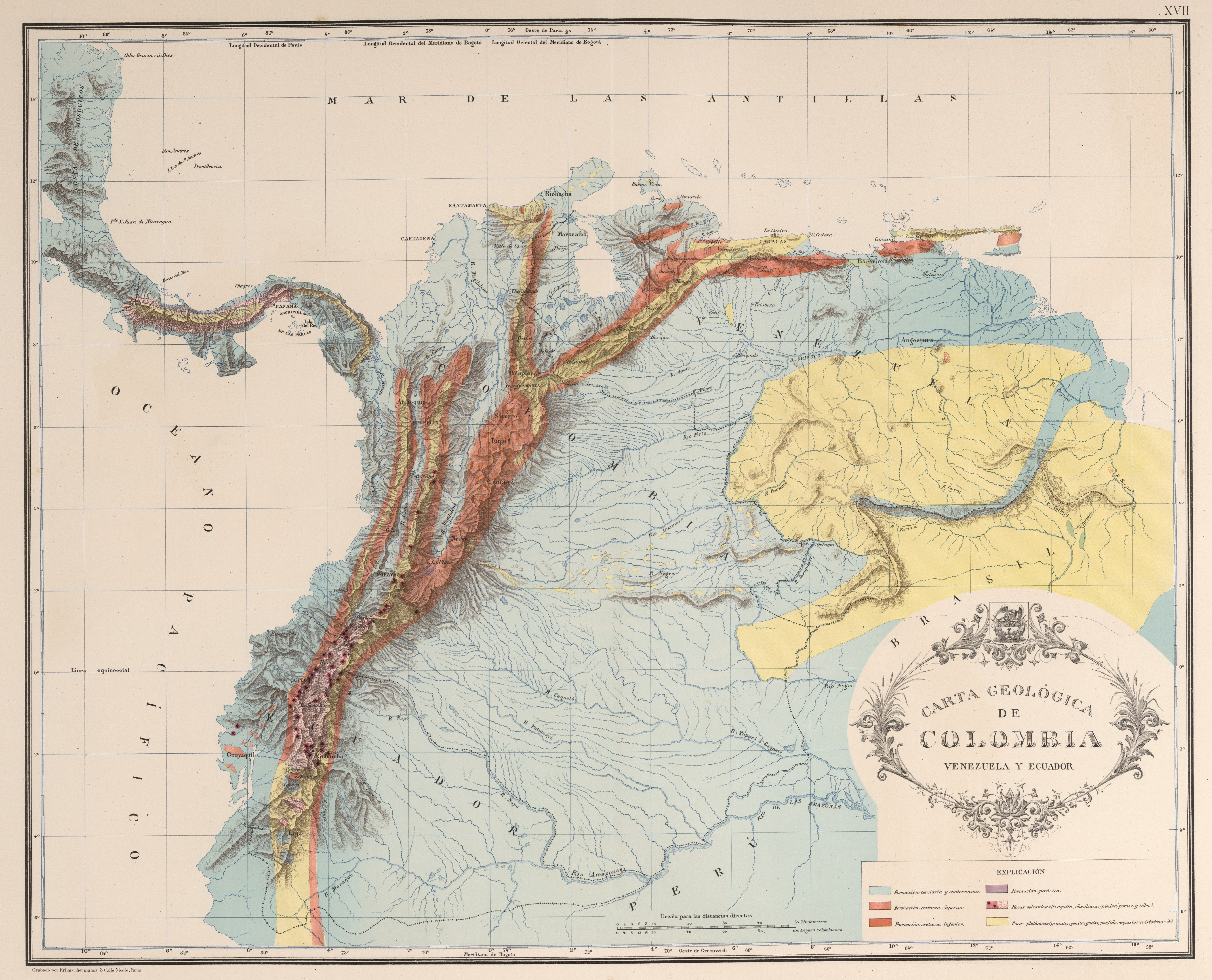
Geologische kaart
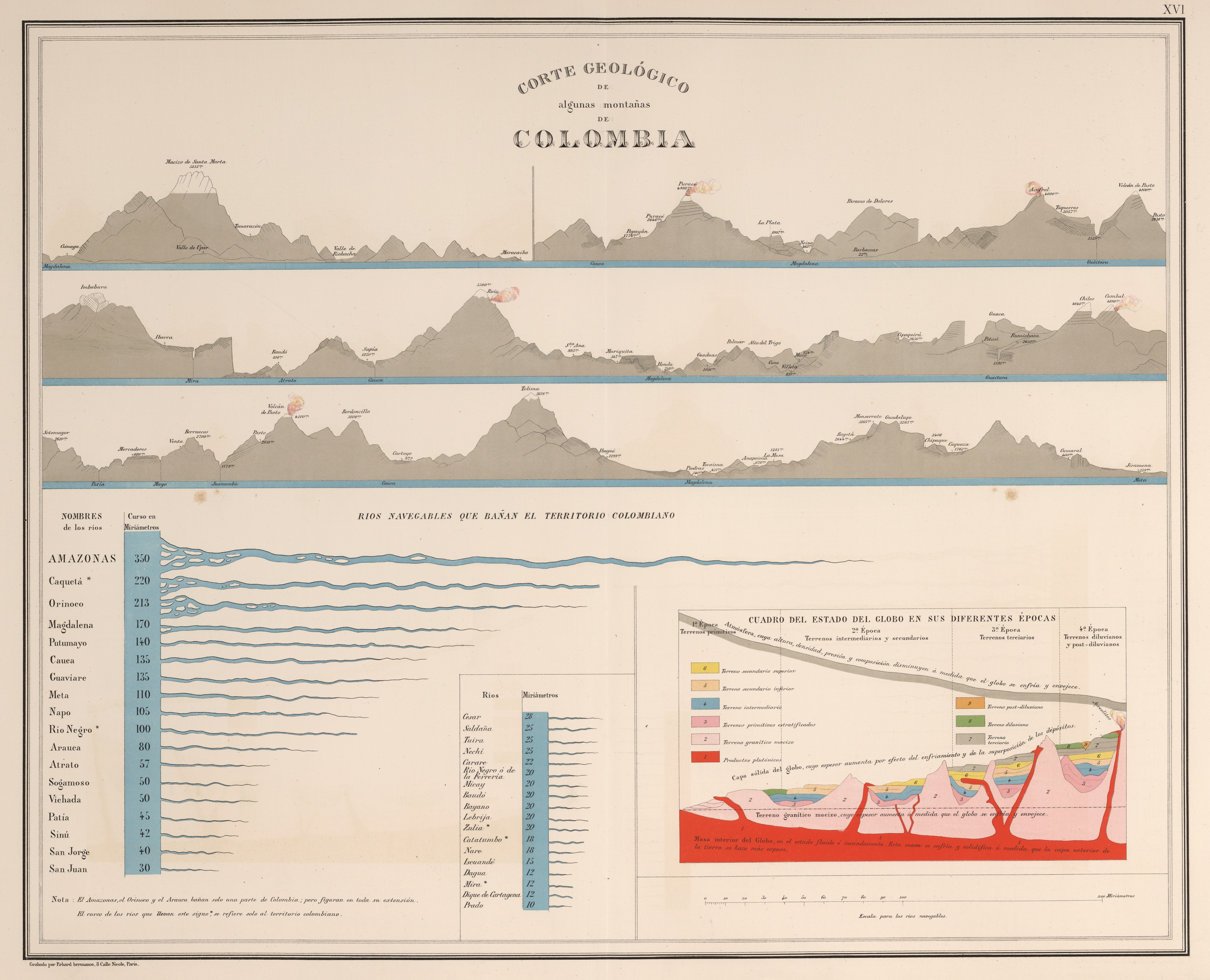
Orografisch en hydrografisch profiel
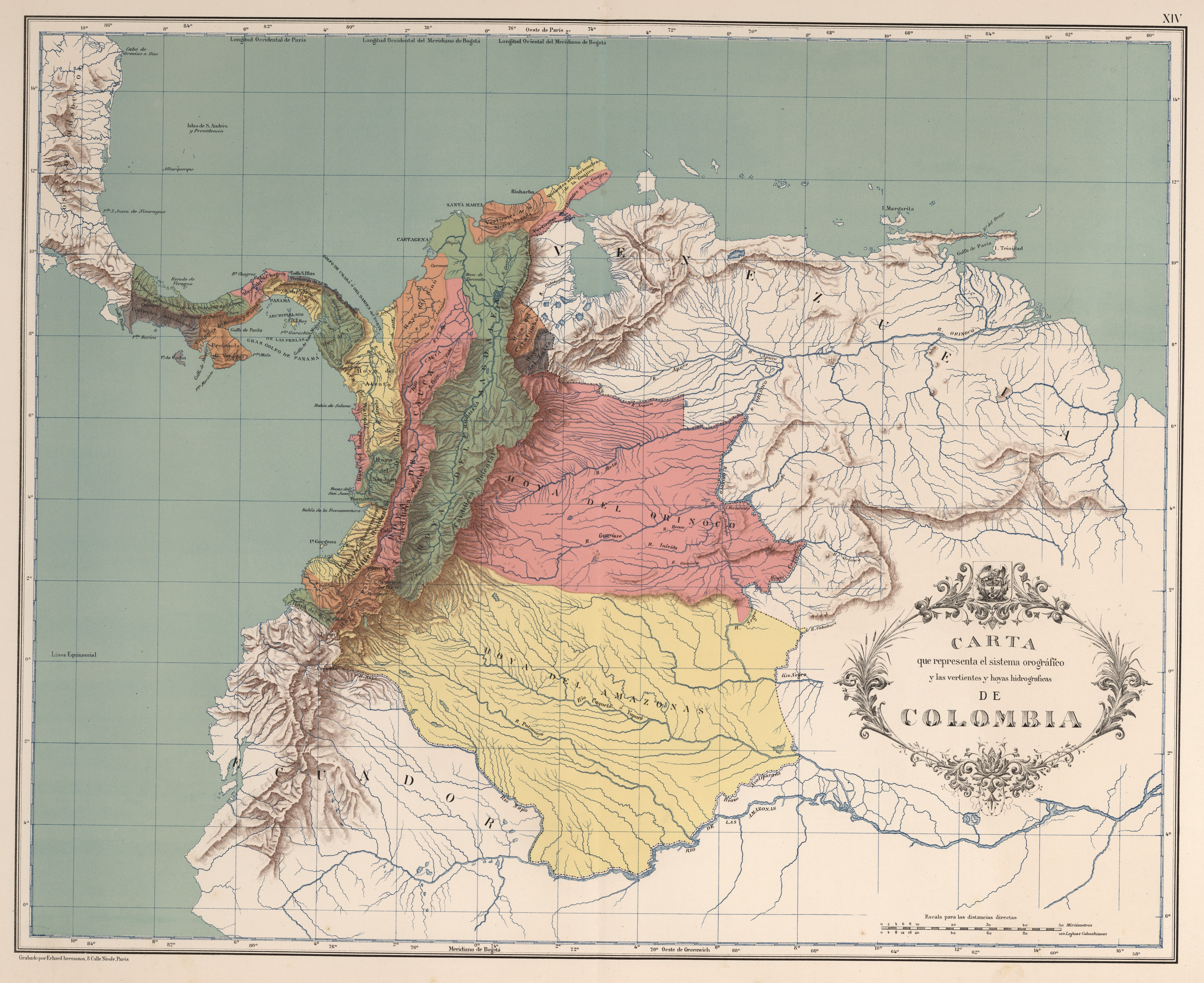
Orografische en hydrografische kaart